# OGLE

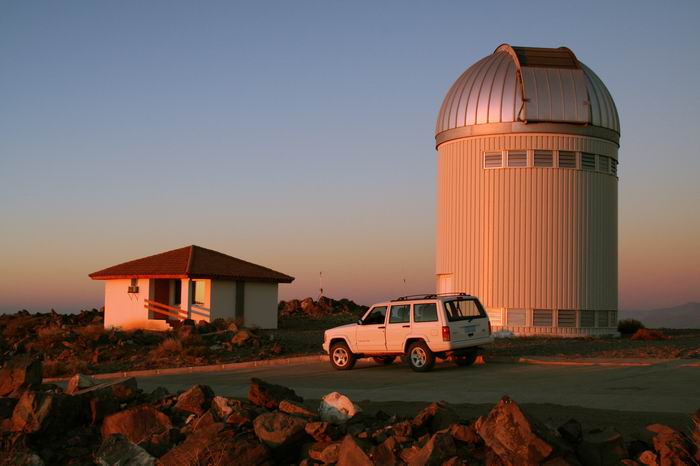
Telescopio OGLE en el Observatorio Las Campanas

El Experimento de lente óptica gravitacional, u OGLE, por su sigla en inglés (Optical Gravitational Lensing Experiment) es un proyecto astronómico polaco, iniciado en la Universidad de Varsovia, que está dedicado principalmente al descubrimiento de materia oscura, usando la técnica de microlente gravitatoria. Desde su inicio en 1992 ha descubierto varios planetas extrasolares, como un beneficio adicional. El proyecto fue iniciado por el profesor Andrzej Udalski, quien es codescubridor de OGLE-2005-BLG-390Lb.
Los objetivos principales del proyecto son las Nubes de Magallanes y el bulbo galáctico, dado el alto número de estrellas que pueden ser utilizadas para en una microlente gravitatoria durante un tránsito astronómico estelar. La mayoría de las observaciones han sido realizadas desde el Observatorio Las Campanas en Chile. Dentro de las instituciones que colaboran en el proyecto se puede nombrar la Universidad de Princeton y la Carnegie Institution for Science.
El proyecto ha sido dividido en tres fases: 
- OGLE-I: Proyecto piloto
- OGLE-II: En esta etapa se construyó especialmente un telescopio de 1.3 m en Chile, en el Observatorio Las Campanas.
- OGLE-III: Esta etapa estuvo dedicada a encontrar tránsitos astronómicos planetarios. Los campos observados fueron nuestro bulbo galáctico y la Constelación de Carina.

## Planetas descubiertos
Hasta el momento se ha descubierto once planetas. Cinco de ellos gracias al método de tránsitos y seis gracias a microlentes gravitatorias.
Para eventos encontrados utilizando el método de microlente, luego de la sigla OGLE se incluye el año de descubrimiento, BLG indica que fueron detectados en el Bulbo galáctico (galactic BuLGe), y luego se indica el número ordinal del evento en ese año.
Los eventos descubiertos por el método de tránsito poseen la sigla TR (TRansit), y el número ordinal del evento de tránsito. La letra minúscula en ambos casos indica el orden del planeta en su sistema (b si es el más cercano a su estrella, c para el segundo, etc.).